# Zemské volby v Čechách 1870
Zemské volby v Čechách 1870 byly volby konané v Českém království 23. a 24. srpna 1870, kterými byli zvoleni poslanci Českého zemského sněmu coby zákonodárného sboru zemské samosprávy v rámci rakousko-uherského, respektive předlitavského ústavního systému. Probíhaly podle kuriového systému. Jejich výsledkem byla státoprávní, federalistická většina na sněmu, která následně do roku 1871 jednala o česko-rakouském vyrovnání (takzvané fundamentální články).

## Dobové souvislosti
Od obnovení parlamentního a ústavního systému vlády v roce 1861 prosazovala česká občanská politická reprezentace (Národní strana neboli staročeši) i česká historická šlechta (Strana konzervativního velkostatku) federativní pojetí rakouského státu a český státoprávní program. Vývoj během 60. let ale spěl k centralismu. Poté, co roku 1867 proběhlo rakousko-uherské vyrovnání, které nebralo ohled na české historické právo, vrcholily v českých oblastech monarchie opoziční nálady. Probíhaly masové demonstrace (táborové hnutí) a čeští politici bojkotovali Říšskou radu (celostátní parlament) i Český zemský sněm, kde od voleb roku 1867 byla německá, centralistická a provídeňská většina. Česká opozice byla významným destabilizujícím faktorem monarchie, která přitom prožívala i na mezinárodní scéně sérii krizí (prohraná prusko-rakouská válka roku 1866). Česká reprezentace se cíleně snažila o zmezinárodnění české otázky (roku 1867 proběhla takzvaná pouť na Rus a roku 1869 předák staročechů František Ladislav Rieger navštívil Paříž a měl audienci u Napoleona III.).
V dubnu 1870 se moci v Předlitavsku ujala vláda Alfreda von Potockého, která byla na rozdíl od předchozího kabinetu Karla von Auersperga orientována konzervativně a měla větší pochopení pro historická zemská práva a privilegia. Česká politická reprezentace včetně české šlechty již v dubnu 1870 jednala s předsedou vlády Potockým a pak opět v květnu 1870 během jeho návštěvy Prahy. Dalším faktorem, který působil ve prospěch usmíření vídeňské vlády s Čechy byl opětovný růst mezinárodního napětí (prusko-francouzská válka). Ještě v květnu 1870 nechala vláda v činnosti původní Český zemský sněm s centralistickou většinou, jako jediný zemský sněm v Předlitavsku, ostatní sněmy byly rozpuštěny a směřovaly k novým volbám. Již 19. července 1870 ale Potocki navrhl císaři, aby nechal rozpustit i český sněm. Panovník pak 29. července 1870 skutečně nechal vypsat nové volby a otevřel tak cestu k federalistické většině na sněmu.

## Průběh a výsledky voleb
Volební systém do Českého zemského sněmu odpovídal parametrům, které zde nastavila již únorová ústava roku 1861. Voleno bylo 236 poslanců a to ve čtyřech skupinách: kurie venkovských obcí, skupina měst, skupina obchodních a živnostenských komor a kurie velkostatkářská, ve všech s omezeným volebním právem (volební cenzus). Na sněmu pak tyto čtyři volební skupiny tvořily tři kurie  (poslanci zvolení za skupinu měst a skupinu obchodních a živnostenských komor zasedali v společné kurii měst). Kromě nich na sněmu zasedalo pět nevolených virilistů, kteří mandát nabývali z titulu své funkce. Celkem tak měl sněm 241 poslanců.
Podle sociálního a profesního dělení bylo 89 etnicky českých poslanců zemského sněmu zvolených v kuriích měst, venkovských obcí a živnostenských a obchodních komor rozděleno následovně: 59 buržoazních a maloburžoazních vzdělanců (z toho 24 právníků, 8 lékařů a lékárníků, 4 vysokoškolští učitelé, 6 středoškolských učitelů, 8 vědců a novinářů, 4 katoličtí kněží a 5 samosprávních úředníků), 10 buržoazních podnikatelů (z toho 5 továrníků, 4 obchodníci a peněžníci a 1 manažer), 10 příslušníků maloburžoazie (z toho 10 blíže neurčených měšťanů), 8 příslušníků agrární buržoazie (z toho 5 rolníků či statkářů a 3 mlynáři) a 2 šlechtičtí velkostatkáři.
Ve volbách uspěla ve velkostatkářské kurii Strana konzervativního velkostatku, která spolupracovala se staročechy, byla zastánkyní českého státního práva a podporovala české autonomistické aspirace. Staročeši zase uspěli ve většině etnicky českých obvodů v kuriích měst a venkovských obcí. V souhrnu tak zemský sněm poprvé od roku 1867 získal federalistickou většinu. Čeští poslanci po volbách řešili otázku, zda této příhodné početní konstelace využít a přerušit dosavadní bojkot sněmu. Nakonec se rozhodli pro podmíněný návrat na sněm a ihned na prvním zasedání prohlásili, že se vracejí na základě apelu panovníka a že trvají na svých státoprávních požadavcích z 60. let. Velkou většinou 146 : 77 hlasům pak byl schválen návrh dopisu panovníkovi a v září 1870 císař František Josef I. přijal sněmovní deputaci.
V následných měsících se sněm stal dějištěm rozprav ohledně nového státoprávního uspořádání monarchie. Vláda společně s českými předáky (František Palacký a František Ladislav Rieger) i představiteli historické české šlechty tehdy jednala o projektu česko-rakouského vyrovnání, které by uznalo svébytnost českého státu a poskytlo mu v rámci Předlitavska výrazné pravomoci (takzvané fundamentální články). Záměr byl ohlášen na sněmu v září 1871 císařovým reskriptem a v říjnu 1871 schválil sněm podrobné znění zamýšlených státoprávních reforem. Jenže proti fundamentálním článkům se ve Vídni, na císařském dvoře i mezi německorakouskou populací zformovala opozice a nakonec nebyly panovníkem přijaty. V listopadu 1871 se pak Český zemský sněm sešel naposledy, pasivní rezistence byla obnovena.